# Cárcel de Isla Teja
La cárcel de Isla Teja, oficialmente Sitio de Memoria Complejo Penitenciario Ex Cárcel de Isla Teja, es un inmueble patrimonial chileno, ubicado en la calle Los Pelues S/N, en el sector Isla Teja de la ciudad de Valdivia, Región de Los Ríos.

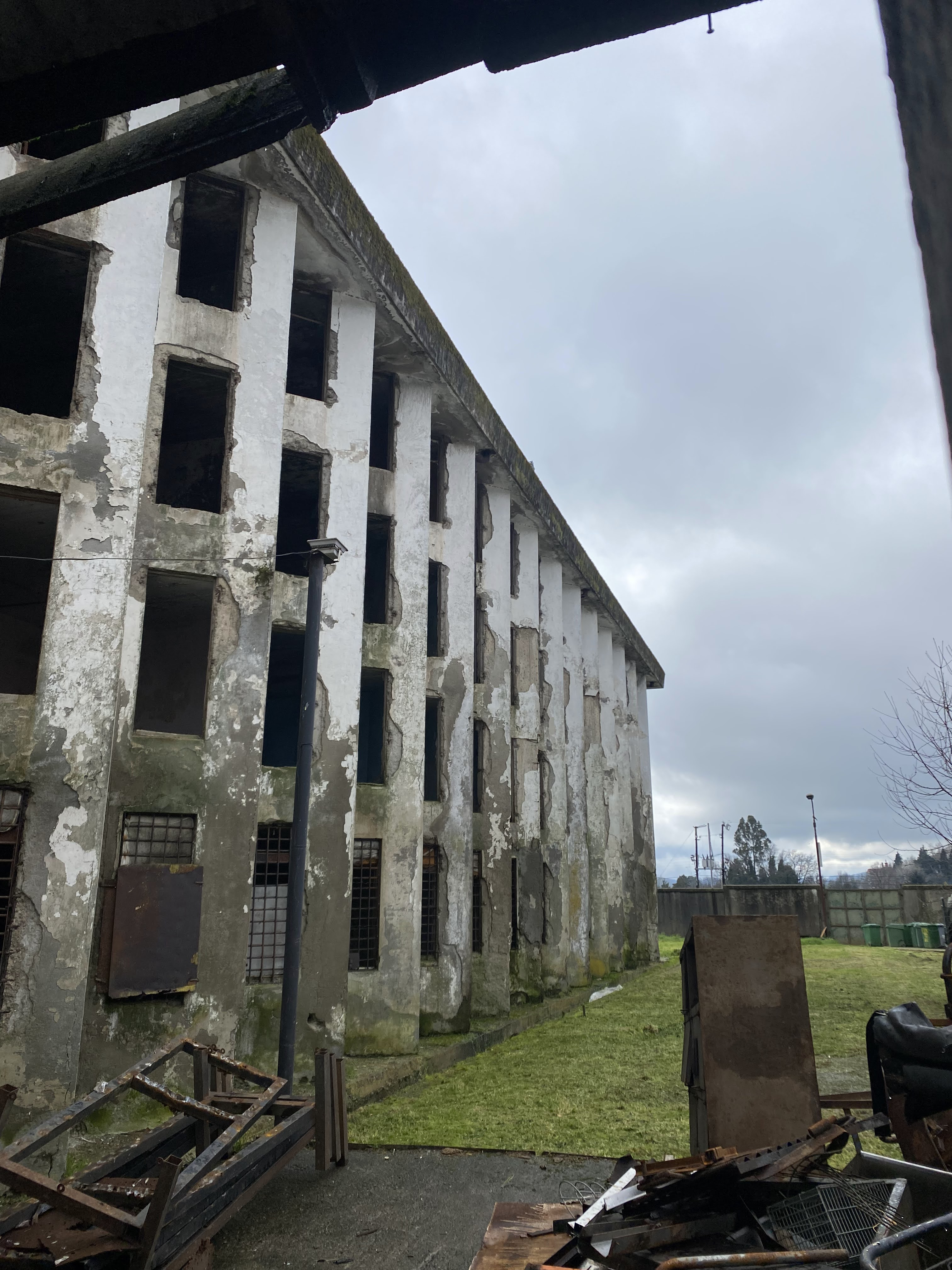
Fachada de las celdas de la cárcel.

## Historia
Este complejo penitenciario se construyó para el mejoramiento de los espacios carcelarios en la comuna de Valdivia, dado el hacinamiento, inseguridad e insalubridad del recinto carcelario de calle General Lagos desde la década de 1960. El predio fue adquirido a través de permuta en el año 1965, siendo destinado al Ministerio de Justicia en 1968. El proyecto fue impulsado por la administración del Director de Prisiones Littré Quiroga Carvajal, en el marco de una política pública que buscó dignificar la situación carcelaria nacional, con un enfoque comunitario centrado en la generación de espacios de trabajo y recreativos dentro del régimen carcelario. Este recinto carcelario  comenzó su construcción en el año 1970 y fue inaugurado en 1973. Fue inaugurada por las autoridades de Valdivia, Intendente Sandor Arancibia, Alcalde de Valdivia Luis Diaz B, el  mes de julio de 1973 durante el gobierno de la Unidad Popular de Salvador Allende G.. Fue el complejo penitenciario más grande de su época y tomado como referencia a lo largo del país para la implementación de su modelo.
Fue concebido como un complejo semiabierto de varios pabellones exteriormente separados, unidos por pasillos interiores, donde destaca un pasillo interior de cien metros bien iluminado. El sector de incomunicados contaba con 16 celdas visibles para los visitantes. En los pabellones estaban la sección para la administración, un área destinada a mujeres, un salón de estar y un espacio para menores de edad. El penal contaba con una lavandería, una cocina y panadería propia con equipamiento de alta calidad. La sala de visita fue catalogada de "monumental" para la época, por sus dimensiones y confort, contaba además con una enfermería y tres comedores.

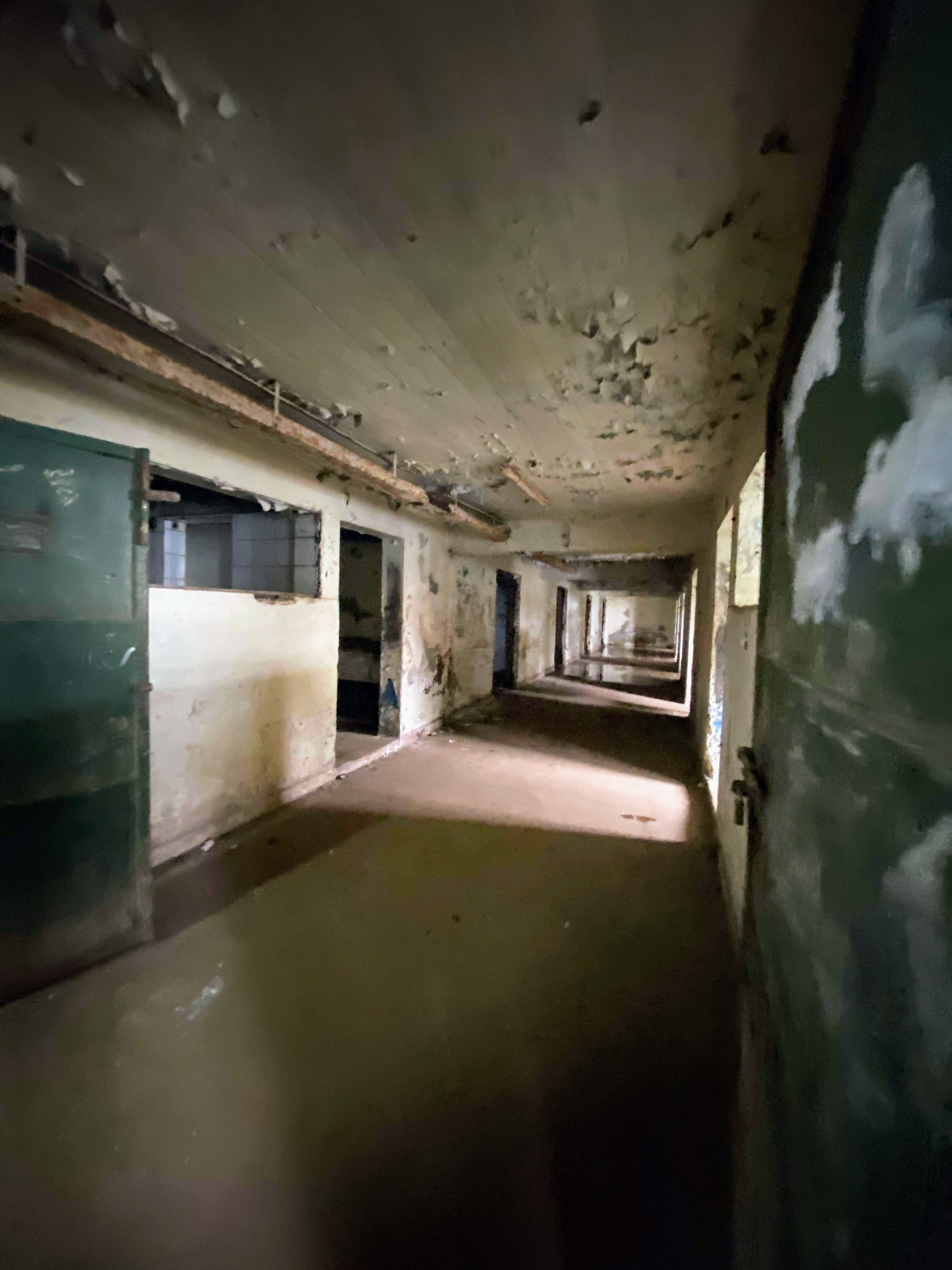
Pasillo principal de las celdas.

Del proyecto original destacan el pabellón de celdas, de cuatro pisos, que podía albergar 60 celdas y un total de 240 prisioneros. Cada piso contaba con baños y salas de estar y estaba calefaccionado. Destaca su fachada quebrada y el emplazamiento del recinto, para la optimización de las condiciones de soleamiento y la generación de ventilación cruzada.
Los informes oficiales del Estado en materia de derechos humanos reconocen en la Región de Los Ríos un número relevante de ejecutados (116) y de detenciones por motivos políticos (2.720). Tras el golpe de Estado de 1973, el complejo carcelario se constituyó en el principal recinto de detención de la Provincia de Valdivia, al cual fueron trasladadas autoridades depuestas, militantes de izquierda y un gran número de dirigentes sociales de sectores rurales, destacándose la gran cantidad de detenidos provenientes del Complejo Forestal y Maderero Panguipulli (Cofomap). 
En su uso como recinto carcelario para la prisión política se distinguen dos periodos: el primero va desde 1973 a 1978, caracterizándose por la prisión masiva de dirigentes políticos y sociales y por la práctica de torturas y ejecución de detenidos. Durante su tiempo en este recinto, los presos políticos se encontraban en una situación de severas restricciones, ya que no tenían permitido recibir visitas de sus familiares ni participar en actividades laborales. Sin embargo, con el transcurso del tiempo, estas condiciones comenzaron a cambiar. Se permitió la visita de familiares los días sábado, así como la opción de trabajar en un taller de carpintería, lo que representó un avance significativo en la vida cotidiana de los internos. 
Destacan las detenciones de Uldaricio Figueroa y del Intendente Sándor Arancibia, así como la ejecución por Consejo de Guerra de 12 obreros forestales del Cofomap que estuvieron prisioneros en el recinto, entre los que se cuenta José Liendo Vera (alias «Comandante Pepe»), a quien la propaganda del régimen presentó como articulador del "Plan Z". El segundo periodo, desde 1986 a 1991, se caracteriza por la prisión política de carácter selectiva, orientada a la militancia de oposición a la dictadura, destacándose la detención de militantes del Partido Comunista en 1986 y de integrantes del Movimiento Popular Poblacional de Valdivia. Estos hechos están ampliamente reconocidos por investigaciones académicas, memorias, informes oficiales, demandas judiciales y testimonios de sobrevivientes.

## Clausura
Desde 1991 continuó su uso carcelario hasta la inauguración en 2007 del nuevo recinto en el Fundo Llancahue. Actualmente las dependencias las ocupa Gendarmería para reclusión nocturna y servicios diurnos en el Centro de Educación y Trabajo Remunerado (CET), en la Unidad de Servicios Especiales Penitenciarios (USEP), en el Centro de Apoyo para la Integración Social (CAIS), un policlínico, la capilla y la oficina de la Dirección Regional de Gendarmería; otras dependencias son utilizadas como biblioteca, casino, cocina y panadería. Del conjunto de edificios sólo dos están sin uso, el volumen principal de 4 pisos y el sector de los talleres.
Se identificaron ocho sectores e inmuebles que expresan valores históricos y arquitectónicos, correspondientes al Pabellón de Celdas de cuatro pisos que corresponde al cuerpo principal; el Pabellón C, de dos pisos, con el acceso principal, logística y sector de aislamiento; el Pabellón D, correspondiente al sector productivo y comedor; el Pabellón E, de dormitorios de mujeres, menores de edad y talleres; el Galpón Taller; el sector del patio central, los patios secundarios y el sector donde se emplazaba el gimnasio.

## Traspaso de terrenos a Bienes Nacionales
El 10 de septiembre de 2016, la Gendarmería de Chile realizó el traspaso de terrenos de la antigua cárcel de Isla Teja al Ministerio de Bienes Nacionales. Este traspaso tiene como objetivo principal que la infraestructura se convierta, en un futuro, en un espacio destinado a la cultura y la memoria.  
El área cedida para el ministerio abarca un total de 1.500 metros cuadrados. En el acto de traspaso, diversas autoridades y ex presos políticos expresaron su conformidad con la cesión del inmueble, destacando su relevancia para la conservación de la memoria colectiva. Durante la ceremonia, se instaló una placa conmemorativa que rinde homenaje a los acontecimientos ocurridos en el lugar, sirviendo como un recordatorio tangible de las violaciones a los derechos humanos que tuvieron lugar en ese contexto.

## Declaratoria Monumento Nacional

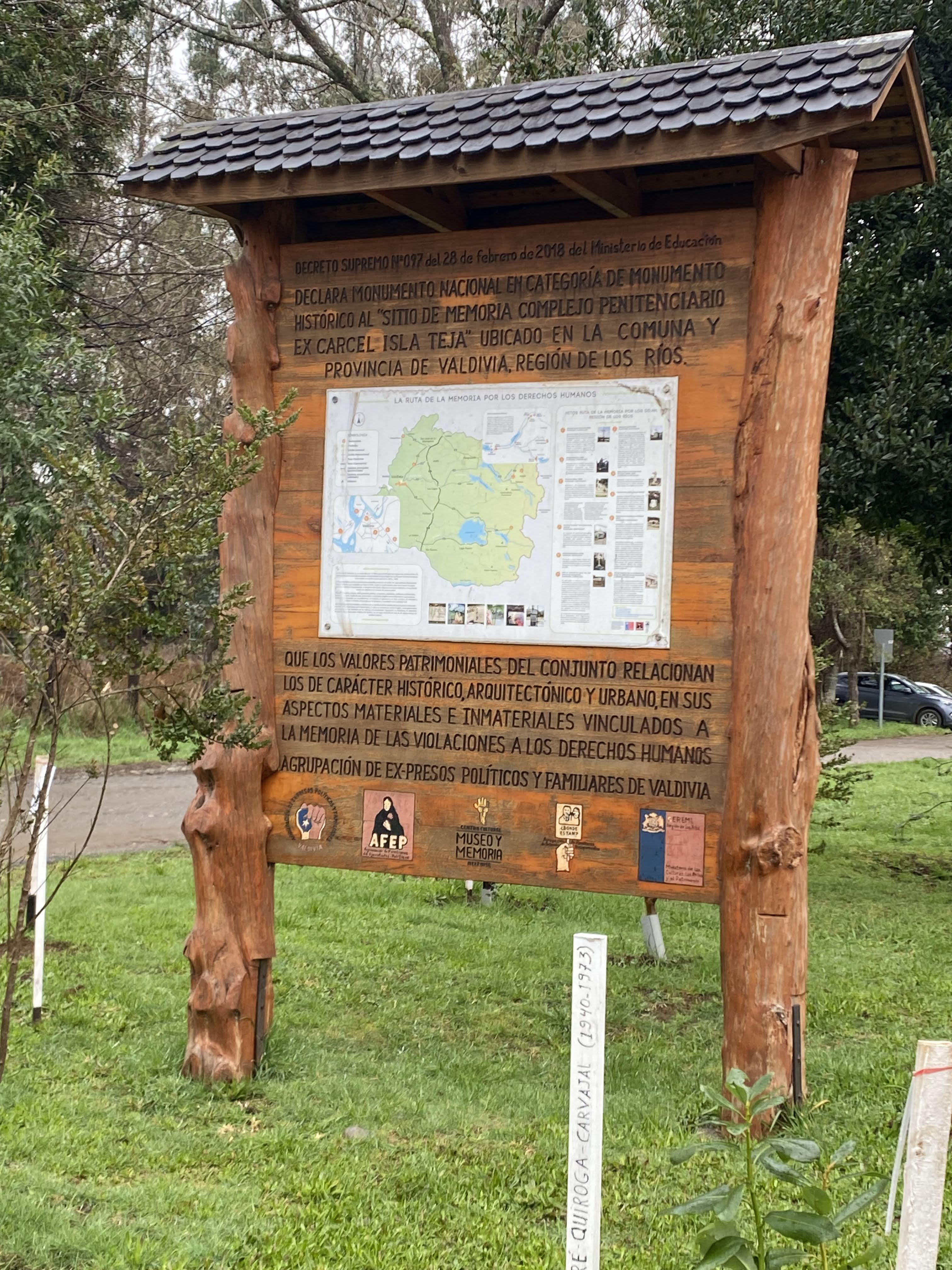
Placa instalada a las afueras de la cárcel

El 18 de abril de 2018, se hizo oficial el reconocimiento del Sitio de Memoria Complejo Penitenciario Ex Cárcel Isla Teja como Monumento Histórico Nacional, tras la publicación del decreto 97-2018 del Ministerio de Educación en el Diario Oficial. Este importante reconocimiento subraya la relevancia histórica y cultural del sitio, que ha sido testigo de graves violaciones a los derechos humanos durante períodos oscuros de la historia de Chile.
La designación como Monumento Histórico Nacional tiene como objetivo preservar la memoria de los eventos ocurridos en este lugar y promover su conservación para las futuras generaciones.